# James Boughtwood Comber
James "Jim" Boughtwood Comber (Garlieston, 1929 - Southampton, 7 de septiembre de 2005) fue un botánico, y orquideólogo escocés.

## Biografía
Pertenecía a una famosa familia de horticultores. Su padre fue el notable recolector y mejorador de lirios Harold Frederick Comber ALS, y su abuelo, James Comber VMH fue director Jardinero en Nymans. Su hermana, Mary Comber-Miles, se convirtió en artista botánica, residente en la Universidad de Columbia Británica.
Al salir de la escuela, Comber trabajó brevemente para la empresa de semillas Suttons Seeds & Son, Reading; y luego en 1951, fue aprendiz en Kew Gardens. El National Service interrumpió tal entrenamiento, pero su puesto en Singapur fue inspiración de su carrera de 35 años en el sudeste asiático, con interés por su flora. Luego del National Service, retornó a Kew, completando su curso en 1955. Ese mismo año, tuvo permiso para unirse a "Plantaciones anglo-indonesias (Anglo-Indonesian Plantations, AIP) en Java. Después de reanudar sus estudios de grado, lo hizo en 1960, y luego aceptó el cargo de subgerente de AIP en la Plantación de Caucho Sapang, en Sabah (luego Borneo Septentrional Británico aún parte de Malasia desde 1963) después pasó a gerente, y gran parte de su tiempo de ocio lo ocupaba recogiendo y fotografiando orquídeas
Escribió tres libros, y numerosos artículos para revistas de orquídeas, sobre orquídeas del Sudeste de Asia (véase 'obras'), describiendo más de 1000 especies, todo ilustrado con fotos que había tomado; la publicó el Real Jardín Botánico de Kew, de uno de esos tomos: The Orchids of Java, que personalmente fundó. Descubrió inevitablemente muchas nuevas especies, y tres se nombraron en su honor: Sarcoglyphis comberi J.J.Wood, Bulbophyllum comberi J.J.Vermeulen.
Comber se retiró en 1991, retornando al RU, y asentándose en Southampton.
Falleció repentinamente, en su casa de Southampton, el 7 de septiembre de 2005, postoperado de rodilla.

## Algunas publicaciones
- henrik œrenlund Pedersen, jeffrey j. Wood, james Boughtwood Comber. 1997a. A revised subdivision and bibliographical survey of Dendrochilum (Orchidaceae). Volumen 130 de Opera botanica. Editor Council for Nordic Publications in Botany, 85 pp. ISBN 8788702375
- j. Boughtwood Comber. 2001. Orchids of Sumatra. RBG Kew / Natural History Publ. Kota Kinabalu
- ----------------------------. 1990. Orchids of Java. RBG Kew
- ----------------------------. 1981. Wayside Orchids of South-east Asia. Heinemann-Asia, Kuala-Lumpur

## Reconocimientos
Miembro de
- Royal Society

## Epónimos
Especies
- (Orchidaceae) Dendrobium comberi P.O'Byrne & J.J.Verm.[7]}}